# جين إدنا هنتر
جين إدنا هنتر (بالإنجليزية: Jane Edna Hunter)‏ هي عاملة إجتماعية أمريكية، ولدت في 13 ديسمبر 1882 في بيندلتون في الولايات المتحدة، وتوفيت في 19 يناير 1971 في كليفلاند في الولايات المتحدة.